# رونی کنز
رونی کنز (انگلیسی: Ronnie Cairns; ۴ آوریل ۱۹۳۴ – اوت ۲۰۱۶ (۸۲ ساله)) بازیکن فوتبال اهل بریتانیا بود.
از باشگاه‌هایی که در آن بازی کرده‌است می‌توان به باشگاه فوتبال ویگان اتلتیک و باشگاه فوتبال بلکبرن روورز اشاره کرد.